# Museo della Basilica di Sant'Ambrogio
Il Museo della Basilica di Sant'Ambrogio è stato aperto nel 1949 per preservare, valorizzare e promuovere il patrimonio storico e artistico della basilica ambrosiana. Fino al 2001 era sito nel portale del Bramante, costruito nel XV secolo, mentre da quell'anno è posto nel capitolino interno alla chiesa.
Parte della collezione della basilica è inclusa nel Museo Diocesano.

## Collezione
All'interno si trovano opere come un Agnello di Dio che si trovava nell'abside, i cinque Piagnoni, o bene delle statue di cinque monaci oranti di botteghe della Borgogna, il monumento funerario del Della Croce del Jacopino da Tradate, un trittico della Madonna con il Bambino tra Sant'Ambrogio e San Girolamo di Bernardino Zenale, la disputa di Gesù ai tempio della scuola di Bergognone, Sant'Ambrogio che ferma Teodosio del Camillo Procaccini e un ritratto dell'arcivescovo Arnolfo Castiglione.
A livello di oggetti liturgici, si trovano una transenna di marmo, scene di caccia fatte in Persia, un cofanetto in avorio fatto a Palermo, arazzi fiamminghi e un reliquario a cassetta della strage degli innocenti.